# Лусерн (Вайоминг)
Лусерн (англ. Lucerne, Wyoming) — статистически обособленная местность, расположенная в округе Хот-Спрингс (штат Вайоминг, США) с населением в 525 человек по статистическим данным переписи 2000 года.

## География
По данным Бюро переписи населения США, статистически обособленная местность Лусерн имеет общую площадь в 52,84 квадратных километров, из которых 51,28 кв. километров занимает земля и 1,81 кв. километров — вода. Площадь водных ресурсов округа составляет 3,43 % от всей его площади.
Лусерн расположен на высоте 1315 метров над уровнем моря.

## Демография
По данным переписи населения 2000 года, в Лусерне проживало 525 человек, 170 семей, насчитывалось 208 домашних хозяйств и 224 жилых дома. Средняя плотность населения составляла около 10,2 человек на один квадратный километр. Расовый состав Лусерна по данным переписи распределился следующим образом: 98,29 % белых, 0,19% - чёрных или афроамериканцев, 0,19 % — коренных американцев, 0,19 % — азиатов, 0,76 % — представителей смешанных рас, 0,38 % — других народностей. Испаноговорящие составили 1,52 % от всех жителей статистически обособленной местности.
Из 208 домашних хозяйств в 30,3 % — воспитывали детей в возрасте до 18 лет, 74,5 % представляли собой совместно проживающие супружеские пары, в 4,8 % семей женщины проживали без мужей, 17,8 % не имели семей. 15,4 % от общего числа семей на момент переписи жили самостоятельно, при этом 6,7 % составили одинокие пожилые люди в возрасте 65 лет и старше. Средний размер домашнего хозяйства составил 2,52 человек, а средний размер семьи — 2,79 человек.
Население статистически обособленной местности по возрастному диапазону по данным переписи 2000 года распределилось следующим образом: 23,0 % — жители младше 18 лет, 5,3 % — между 18 и 24 годами, 27,0 % — от 25 до 44 лет, 32,4 % — от 45 до 64 лет и 12,2 % — в возрасте 65 лет и старше. Средний возраст жителей составил 43 года. На каждые 100 женщин в Лусерне приходилось 101,1 мужчин, при этом на каждые сто женщин 18 лет и старше приходилось 102,0 мужчин также старше 18 лет.
Средний доход на одно домашнее хозяйство в статистически обособленной местности составил 49 063 доллара США, а средний доход на одну семью — 47 813 долларов. При этом мужчины имели средний доход в 24 464 доллара США в год против 16 083 доллара среднегодового дохода у женщин. Доход на душу населения в статистически обособленной местности составил 19 998 долларов в год. 3,6 % от всего числа семей в округе и 2,7 % от всей численности населения находилось на момент переписи населения за чертой бедности, однако никто из них не был младше 18 или старше 65 лет.